# لهجة شناوية
الشناوية هي لهجة زناتية أمازيغية تستعمل عند شعب شناوة (أمازيغ) في بعض ولايات الوسط الجزائري مثل: تيبازة، المدية، عين الدفلى . يُعرف متحدثوها بعدة تسميات منها قبايل التل الشناوة (اشنوين) والشلوح السواحلية (اشلحين) وهي لهجة لا تزال تستعمل بكثرة في ولاية تيبازة وخاصة في المناطق الوسطى والغربية منها مثل (شرشال وقوراية والداموس ولارهاط وسيدي سميان وسيدي غيلاس وشنوة و تيبازة ومسلمون وبني مليك وأغبال وحدادوة وبني محتار ...)،
وتستعمل في شرق الولاية لكن بدرجة أقل مثل (فوكة و بوسماعيل وعين تقورايت ....)، و كذلك في بني حواء و وادي قوسين بنايرية، وقليل من مداشر تنس في ولاية الشلف.
من أكبر أعراش أمازيغها يأتي في المقدمة عرش بني فرح ثم يليه عرش بني مناصر وأعراش أخرى.
وكذلك تستخدم في كل من بلدية Zurich التي تسمى بعد الإستقلال بسيدي اعمر في جل مناطقها مثل سيدي عمر أو سحنون ،تيضاف،ايمرشيشن،وغيرها ،كذلك دشرة بن سليمان، ومناصر ،فجانة ،تملاط وبورويص،بالكورة، كوشار وكارتيرو وغيرها الكثير